# Hội chứng rối loạn tư duy hình học
Chứng rối loạn tư duy hình học (tiếng Anh: Geometrylexia) đặc trưng cho vấn đề gặp rắc rối về nhận thích hình học phẳng và hình học không gian dù trí tuệ bình thường. Các vấn đề có thể bao gồm khó khăn trong việc hình dung, xác định các yếu tố hay vẽ hình với các dạng hình học. Những khó khăn này không dễ biểu hiện trong cuộc sống thường ngày và thường bộc lộ khi học tập hay nghiên cứu hình học.
Chứng rối loạn hình học được cho là do cả yếu tố di truyền lẫn môi trường. Nó thường xảy ra với những người gặp rối loạn tăng động giảm chú ý và liên hệ giống với chứng khó học toán. Nó cũng có thể bắt đầu ở tuổi trưởng thành là kết quả sau một chấn thương sọ não, đột quỵ, hoặc mất trí nhớ. Chứng rối loạn hình học được chẩn đoán thông qua một loạt các bài kiểm tra bộ nhớ, lỗi chính tả, thị lực, và kỹ năng đánh giá tình huống, đánh giá con người trong tình huống. Cơ chế cơ bản của chứng rối loạn hình học là những vấn đề trong quá trình xử lý không gian và tình huống của não.
Phần lớn trẻ em bị chứng rối loạn hình học có sức thông minh bình thường, có em có sức thông minh cao hơn trung bình. Chứng rối loạn hình học là do một khúc mắc trong liên hệ thần kinh não, không dính líu gì đến khả năng suy nghĩ hay thông hiểu các khái niệm cao cấp.

## Biểu hiện

### Trong học tập
Trẻ mắc chứng rối loạn hình học sẽ có những biểu hiện khi học hình học:
- Khó vẽ hình
- Khó tưởng tượng
- Nhầm lẫn các chiều
- Khó khăn trong xác định góc
- Khó khăn khi ghép hay chia hình

### Trong đánh giá các sự việc, tình huống và hành động của người khác
Vấn đề đánh giá tình huống và con người trong tình huống có vẻ không có liên hệ với hình học, nhưng thực chất chúng cùng được chung một vùng não xử lý thông tin. Vì vậy trẻ gặp khó trong hình học thường đánh giá sai về câu chuyện, con người hay các sự việc.
- Sự thiên vị khi quy kết: Khi giải thích hành động của mình, đặc biệt là khi ai đó nghi ngờ về tính đúng đắn của những cái một người rối loạn hình học đã làm, người này nhấn mạnh vào sự đưa đẩy của hoàn cảnh bên ngoài (“Tôi làm việc đó bởi vì hoàn cảnh cho thấy việc ấy cần thiết; tôi không còn lựa chọn nào khác.”) Tuy nhiên, khi người khác có hành động tương tự, nhìn chung người mắc chứng rối loạn hình học sẽ quy kết hành động của người khác là do sự khiếm khuyết trong tính cách (“Họ làm việc đó vì bản chất thủ đoạn của họ.”)
- Phản thiên vị khi quy kết: Loại biểu hiện này trái ngược với sự thiên vị khi quy kết, tuy nhiên chỉ có sự đánh giá với hành động của người khác chứ không có đánh giá với hành động của bản thân. Người mắc rối loạn hình học sẽ bào chữa cho những người khiếm khuyết về nhân cách, cho rằng mọi hành động xấu của người khác chỉ là biểu hiện nhất thời hoặc do hoàn cảnh bắt buộc. Ngược lại, những hành động tích cực của một người có nhân cách tốt bị đánh giá là nhất thời bởi người mắc chứng rối loạn tư duy hình học.